# 부산 FC
부산 FC(Busan Football Club)는 대한민국 부산광역시에 있었던 축구 선수단이다. 사회적 협동조합인 부산에프씨가 운영했던 아마추어 축구단이며, 2017년 1월에 창단되었고 2018년에 해단되었다. 재정난 문제로 2018년 시즌을 끝으로 해체되었다

## 선수 명단

### 현역
- 피데우 호샤 두스 산투스(2017 ~ )

### 역대
- 프랜시닐손 산토스 미렐레스(2017)